# 北美鈍囊鯰
北美鈍囊鯰為輻鰭魚綱鯰形目鼬鯰科的其中一種，為熱帶淡水魚，分布於南美洲埃塞奎博河、Guapore、Branco河流域，體長可達10公分，棲息在底層水域，生活習性不明。

## 扩展阅读
維基物種上的相關：北美鈍囊鯰